# Бакарский залив
Бакарский залив (хорв. Bakarski zaljev) — залив Адриатического моря в северо-западной части Хорватии. Составная часть залива Кварнер.
Длина залива — 4,6 километра, средняя ширина — около 800 метров, максимальная ширина — 1100 метров. Глубина залива близ устья около 45 метров, в середине залива — 34—38 метров, на юго-восточном конце близ посёлка Бакарац — 3—14 метров. Залив расположен в 15 километрах к востоку от центра Риеки. Геологически Бакарский залив является частью риекско-винодольской долины, затопленной морем в позднем плейстоцене. Залив богат медью. Бакар в переводе с хорватского языка — медь.
На противоположных берегах залива два населённых пункта — Бакар и Бакарац. Близ устья залива город Кральевица. Во времена социалистической Югославии на берегах залива был построен коксохимический комбинат. Экосистема залива была разрушена, в верхних 8 метрах от поверхности воды в заливе умерло всё живое, залив был биологически мёртв. В 1995 году, комбинат закрыли и начали восстанавливать экологию залива. В настоящий момент залив очищен, в заливе можно купаться, на берегах залива развивается туризм.

## Галерея

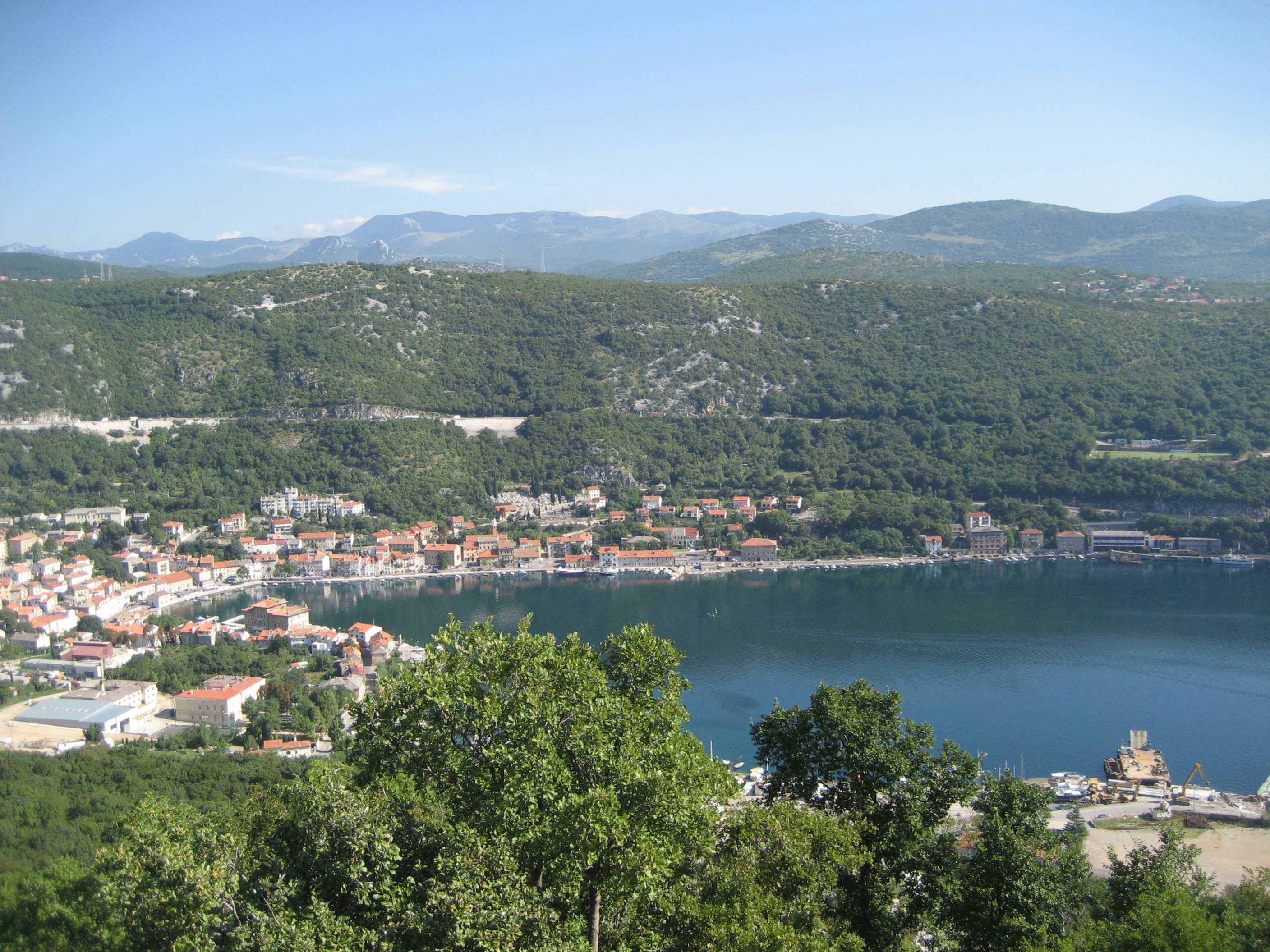
Бакарац
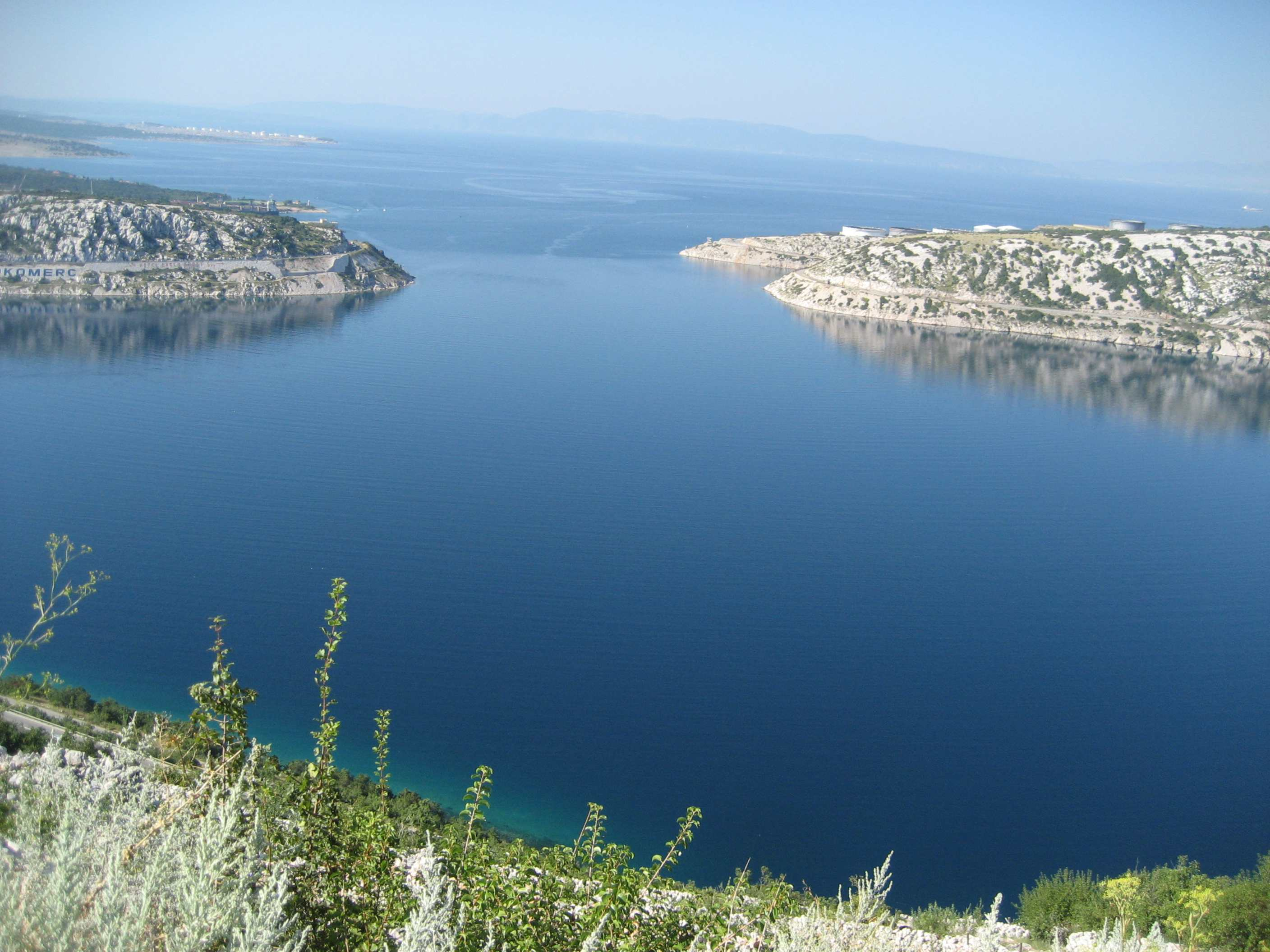
Вход в Бакарский залив
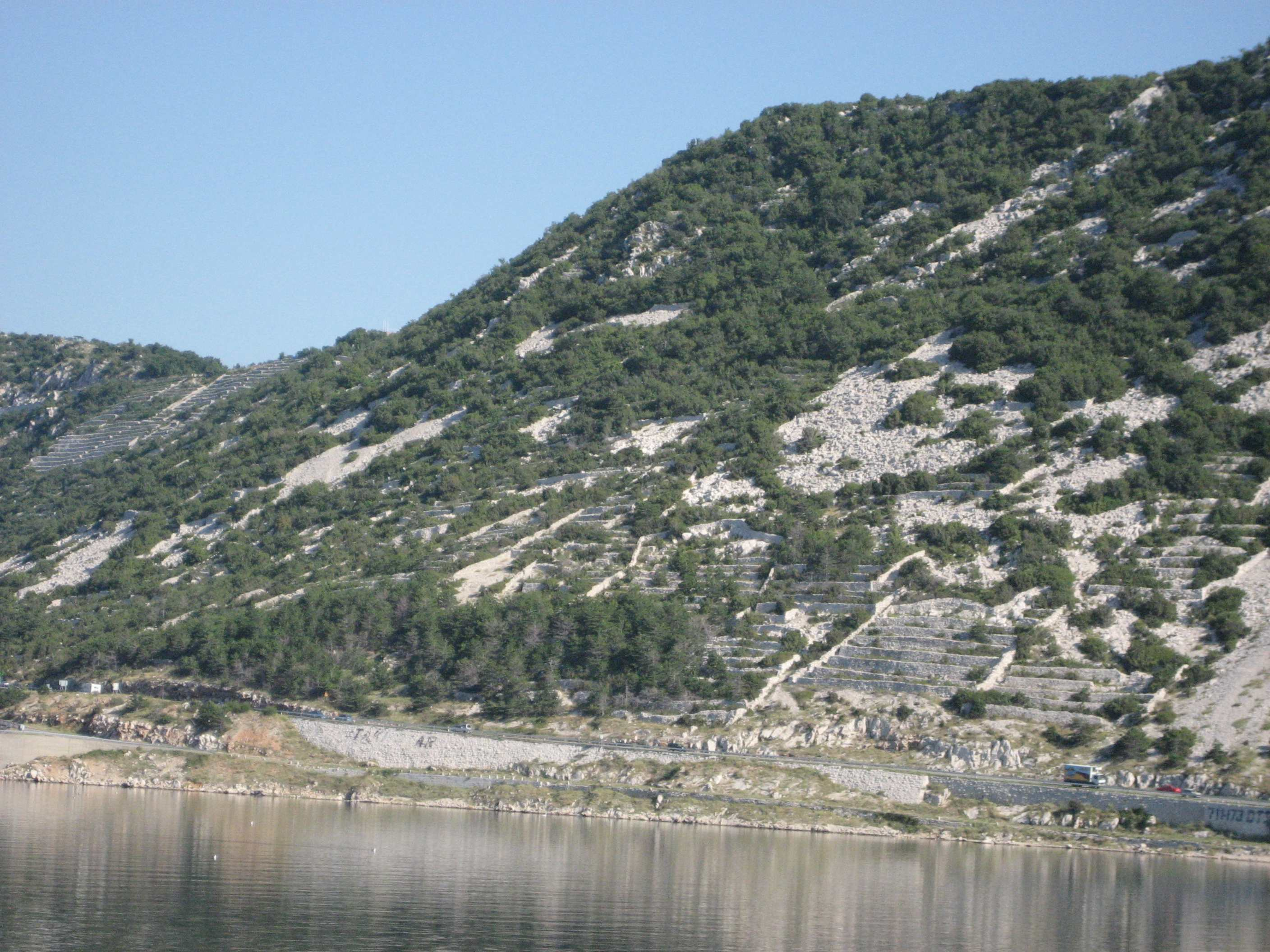
Склон в Бакарском заливе